# Kaoru (luchadora)
Kaoru Maeda (en japonés: 前田 薫, Maeda Kaoru) (Ōtsu, 9 de febrero de 1969) es una luchadora profesional japonesa, conocida por su nombre artístico de KAORU (estilizado en letras mayúsculas). Es una de las artistas veteranas de la escena de lucha nipona. Formada en la promoción All Japan Women's Pro-Wrestling (AJW), Maeda ha trabajado tanto en Japón como en México a finales de la década de 1980 y principios de 1990, antes de dar el salto a la promoción Gaea Japan, donde destacó como miembro fundador de la cuadra D-Fix. Tras la disolución de Gaea Japan en 2005, Maeda se convirtió en una luchadora independiente, aunque estuvo muy vinculada a la promoción Oz Academy. Tras regresar de una pausa de tres años por una lesión en marzo de 2014, Maeda volvió a trabajar como independiente, antes de firmar con la nueva promoción Marvelous en enero de 2015.

## Carrera profesional

### All Japan Women's Pro-Wrestling (1986–1991)
Maeda se formó como luchadora profesional en el dojo de la All Japan Women's Pro-Wrestling (AJW), donde fue entrenada por Jaguar Yokota junto a luchadoras de la talla de Aja Kong, Dynamite Kansai y Mayumi Ozaki. Debutó, trabajando con su nombre real, el 8 de agosto de 1986, enfrentándose a Megumi Kudo en un evento de la AJW en Higashimurayama (Tokio). El 26 de diciembre de 1987, Maeda llegó a la final de un torneo por el AJW Junior Championship, que se encontraba vacante, antes de ser derrotada por Suzuka Minami. Al año siguiente, formó el tag team Honey Wings con Mika Takahashi. Después de que las dos llegaran a la final de un torneo por el AJW Tag Team Championship, donde fueron derrotadas por Erika Shishido y Nobuko Kimura el 2 de abril de 1988, las Honey Wings volvieron el 10 de octubre y derrotaron a Shishido y Kimura en una revancha para convertirse en las nuevas Campeonas de AJW Tag Team. Tras un reinado de cinco meses, Maeda y Takahashi perdieron el título ante Miori Kamiya y Reibun Amada el 4 de marzo de 1989. Las Honey Wings recuperaron el título el 1 de junio de 1990, al derrotar a las Sweet Hearts (Manami Toyota y Mima Shimoda). Tras otro reinado de cinco meses, perdieron el título ante Etsuko Mita y Mima Shimoda el 14 de noviembre de 1990. Poco después, Maeda dejó la AJW.

### Universal Pro-Wrestling (1991–1993)
Tras dejar la AJW, comenzó a trabajar para la promoción Universal Pro-Wrestling, ahora utilizando como nombre artístico su nombre de nacimiento, si bien este saldría estilizado en letras mayúsculas. El 19 de enero de 1992, Kaoru y Lady Apache llegaron a la final de un torneo por el UWA World Women's Tag Team Championship (Campeonato Mundial Femenino de Lucha Libre de la UWA), donde fueron derrotadas por el equipo de Manami Toyota y Toshiyo Yamada. A través de Universal Pro, Kaoru también hizo apariciones en México para la promoción de la Empresa Mexicana de Lucha Libre (EMLL), donde trabajó bajo una máscara. Las giras de Kaoru por México culminaron el 21 de marzo de 1993, en Ciudad de México, cuando perdió su máscara ante La Diabólica en una Lucha de Apuestas. Durante sus años en Universal Pro, Kaoru también ostentó el Campeonato Femenino de la JCTV.

### Gaea Japan (1994–2005)
El 25 de agosto de 1994, Kaoru apareció en una rueda de prensa en la que Chigusa Nagayo anunció la formación de la nueva promoción Gaea Japan. Kaoru fue colocada como segunda al mando después de Nagayo y la ayudó a entrenar a los luchadores prometedores en el dojo de la promoción. Gaea Japan celebró su primer espectáculo el 15 de abril de 1995, en el que Kaoru derrotó a Yasha Kurenai. Durante los primeros años de Gaea, Kaoru luchó como miembro del Gaea Seikigun ("ejército regular"), aunque también hizo apariciones esporádicas bajo una máscara como Infernal Kaoru. El primer logro de Kaoru en Gaea tuvo lugar el 23 de septiembre de 1995, cuando ella, Meiko Satomura y Tomoko Kuzumi ganaron el torneo Splash J & Running G. A través de la relación de trabajo de Gaea Japan con la promoción World Championship Wrestling (WCW), Kaoru hizo su debut en los Estados Unidos el 30 de noviembre de 1996, en Wheeling (Virginia Occidental), derrotando a Sonoko Kato en los cuartos de final de un torneo para coronar a la campeona femenina inaugural de la WCW. Kaoru fue finalmente eliminada del torneo en las semifinales por Akira Hokuto, que pasó a ganar todo el torneo.
El 17 de diciembre de 1999, Kaoru se volvió contra el Gaea Seikigun y unió fuerzas con Aja Kong, Lioness Asuka y Sonoko Kato para formar el stable DorA (Dead or Alive). Como miembro del stable, Kaoru adoptó un nuevo estilo de lucha, combinando sus habilidades de alto vuelo con un estilo de lucha duro. El 6 de febrero de 2000, Kaoru derrotó a Toshiyo Yamada para convertirse en la aspirante número uno al AAAW Single Championship de su compañera Aja Kong. Kaoru recibió su oportunidad por el título siete días después, pero no pudo destronar a la campeona defensora. Después de derrotar a Mayumi Ozaki con el uso de una cadena de acero, Ozaki volvió a derrotar a Kaoru en un combate de Armas el 14 de mayo en el evento del quinto aniversario de Gaea para convertirse en la aspirante número uno al Campeonato Individual de AAAW.
El 13 de mayo de 2001, Kaoru se alió con Ozaki y su mánager masculino Police para formar el stable D-Fix, y los tres atacaron y declararon la guerra a Aja Kong. El 29 de julio, Kaoru y Mayumi Ozaki derrotaron a Dynamite Kansai y Toshiyo Yamada en la final para ganar un torneo por equipos de una noche. Un mes más tarde, el 26 de agosto, Kaoru derrotó a Meiko Satomura en la final de un torneo para convertirse en el aspirante número uno al campeonato individual de la AAAW. Sin embargo, debido a que Ozaki era el actual campeón individual de la AAAW, Kaoru optó por no disputar el título. El 7 de abril de 2002, Kaoru y Ozaki derrotaron a Chikayo Nagashima y Sugar Sato para ganar el Campeonato Tag Team de la AAAW. Durante la mayor parte de 2002, Kaoru mantuvo una disputa con Meiko Satomura, que finalmente condujo a un combate el 20 de octubre, en el que Satomura y Ayako Hamada derrotaron a D-Fix por el Campeonato Tag Team de la AAAW. El 6 de abril de 2003, Kaoru y Mayumi Ozaki fueron derrotados por Chigusa Nagayo y Sakura Hirota en un combate Hair vs. Hair y, como resultado, ambas fueron rapados.
El siguiente mes de noviembre Kaoru sufrió una lesión, que la dejaría fuera de juego durante los siguientes cinco meses. Durante su parón, Mayumi Ozaki eligió a Takako Inoue como sustituta de Kaoru en el D-Fix. Kaoru regresó el 30 de abril de 2004, formando equipo con Ozaki e Inoue en un combate por equipos de seis mujeres, en el que derrotaron a Devil Masami, Dynamite Kansai y Eagle Sawai. Sin embargo, el regreso de Kaoru fue efímero, ya que sólo cinco días después se rompió el ligamento cruzado anterior de la rodilla izquierda y volvió a quedar apartada de la competición. Kaoru regresó de su lesión el 16 de enero de 2005, formando equipo con la nueva integrante de D-Fix, Ayako Hamada, para derrotar a Chikayo Nagashima y a Asuka en un combate por equipos. Sin embargo, al mes siguiente, Kaoru se rompió el fémur y volvió a quedar fuera de combate. Durante su ausencia del ring, Gaea Japan se retiró el 10 de abril de 2005.

### Artista independiente (2005–2015)
Kaoru regresó de su lesión el 15 de abril de 2006, en un evento independiente producido por Chigusa Nagayo. El 1 de septiembre de 2006, Kaoru regresó a los Estados Unidos para participar en el torneo ChickFight VI en San Francisco (California). El 2 de septiembre, Kaoru derrotó primero a Tiana Ringer en su combate de primera ronda y luego a MsChif en su combate de semifinales. Al día siguiente, fue derrotada en la final del torneo por Daizee Haze. El 16 de diciembre, Kaoru luchó en un evento de Luchamania en Mineápolis (Minnesota), formando equipo con Mini Abismo Negro en un esfuerzo perdedor contra el equipo de La Parkita y Xóchitl Hamada.
Desde la formación de Pro Wrestling Wave en agosto de 2007, Kaoru ha hecho apariciones semi-regulares para la promoción, incluyendo trabajar en su primer evento el 26 de agosto, donde derrotó a Shuu Shibutani. En mayo de 2009, Kaoru participó en el primer torneo Catch the Wave, durante el cual también capturó el Campeonato Ironman Heavymetalweight de DDT Pro-Wrestling, manteniéndolo menos de un día el 20 de junio. Tras un récord de una victoria y un empate, Kaoru fue eliminada del torneo el 10 de agosto con una derrota contra la ganadora final del torneo, Yumi Ohka. Durante el verano de 2009, Kaoru también hizo varias apariciones para la promoción Sendai Girls' Pro Wrestling de Meiko Satomura, donde trabajó principalmente con Hiren.
El 24 de septiembre de 2010, Kaoru debutó en la promoción SMASH, derrotando a Syuri Kondo en un combate hardcore. Regresó a la promoción el 22 de noviembre formando equipo con Akira, Nagisa Nozaki y Scotty 2 Hotty para derrotar a Nunzio, Taka Michinoku, Tomoka Nakagawa y Toshie Uematsu en un combate por equipos de ocho personas. Durante una entrevista posterior al combate, Kaoru se enzarzó en una discusión con Akira, lo que llevó a que ambas acordaran enfrentarse en un combate hardcore. El 24 de diciembre en Happening Eve, Kaoru derrotó a Akira en un combate hardcore intergénero, su última aparición para SMASH.
El 11 de diciembre de 2013, se anunció que Kaoru volvería al ring y lucharía su primer combate en tres años el 22 de marzo de 2014, en un evento independiente producido por Chigusa Nagayo. En su combate de regreso, Kaoru formó equipo con Dump Matsumoto y Yoshiko en un combate tag team de seis mujeres, donde fueron derrotadas por Nagayo, Kagetsu y Takumi Iroha. Más tarde, en el evento principal, Kaoru formó equipo con Ayako Hamada y Takako Inoue para derrotar a Meiko Satomura, Shinobu Kandori y Toshie Uematsu, y la victoria fue para Uematsu. El 6 de abril, Kaoru regresó a la Pro Wrestling Wave, formando equipo con Yumi Ohka para derrotar a Kyoko Kimura y Shuu Shibutani en un combate por equipos. 
El 25 de abril, Kaoru debutó en Wrestling New Classic (WNC), la promoción que siguió a Smash, formando equipo con Crazy Mary en un combate por equipos, donde fueron derrotadas por Kyoko Kimura y Syuri. Cuatro días más tarde, Kaoru debutó en la promoción World Woman Pro-Wrestling Diana, formando una nueva stable con Mima Shimoda y Takako Inoue e iniciando una guerra a tres bandas con las stables Bousou-gun, de Yumiko Hotta, y Seikigun, de Kyoko Inoue. El 6 de mayo, Kaoru debutó en Osaka Joshi Pro Wrestling, derrotando a Fairy Nipponbashi. El 17 de agosto, Kaoru regresó al JWP Joshi Puroresu, donde formó equipo con Mima Shimoda para desafiar sin éxito a Command Bolshoi y Kyoko Kimura por los campeonatos femeninos de Tag Team y JWP Tag Team. El 26 de octubre, Kaoru y Shimoda derrotaron a Kyoko Inoue y Tomoko Watanabe para ganar el Campeonato Mundial Tag Team de la WWWD de Diana, si bien perdieron el título ante Jaguar Yokota y Sareee en su primera defensa el 23 de diciembre.

### Oz Academy (2007–2013)
En junio de 2007, Kaoru comenzó a trabajar regularmente para la promoción Oz Academy de Mayumi Ozaki. En su regreso, Kaoru formó equipo con Aja Kong para derrotar a Dynamite Kansai y Mizuki Endo en un combate por equipos. Tras formar equipo con Kong durante dos meses, Kaoru se reunió con Ozaki y Police el 16 de agosto para reformar el stable D-Fix. Cuando al año siguiente se les unieron Hiren, Manami Toyota, Mika Nishio y Takako Inoue, el stable pasó a llamarse Ozaki-gun y comenzó una rivalidad argumental con el stable Jungle Jack 21 de Aja Kong. El 10 de agosto de 2008, Kaoru y Ozaki derrotaron a Carlos Amano y Dynamite Kansai en un combate de dos de tres caídas, pelo a pelo, para ganar el Campeonato Tag Team de Oz Academy. Tras dos victorias y dos empates, Kaoru fue derrotada en su último combate, el 24 de noviembre, por Sonoko Kato y, por tanto, no se clasificó para la final del torneo, ya que Ozaki la superó en la clasificación en el último combate de la ronda del torneo. El 5 de febrero de 2009, Kaoru y Ozaki perdieron el Campeonato Tag Team de Oz Academy ante Aja Kong y Hiroyo Matsumoto, de Jungle Jack 21, en su primera defensa. El 3 de junio, Kaoru y Ozaki recuperaron el título de manos de Chikayo Nagashima y Sonoko Kato. Tras una exitosa defensa del título contra Akino y Ran Yu-Yu, Kaoru y Ozaki volvieron a perder el Tag Team Championship a manos de Nagashima y Kato el 2 de agosto. Después de que Kaoru y Ozaki no consiguieran recuperar el título el 6 de septiembre, Ozaki y el resto de Ozaki-gun se volvieron contra Kaoru y la echaron del stable.
El 23 de diciembre, Kaoru y Mayumi Ozaki se enfrentaron en su primer combate individual, un combate hardcore "Serial Killing", en el que un luchador debía conseguir dos victorias consecutivas por pinfall o sumisión para ganar el combate. En el combate, que contó con la interferencia externa de Ozaki-gun, Kaoru ganó la primera y la tercera caída, antes de someterse a Ozaki en la cuarta. Finalmente, en la quinta caída del combate, Ozaki dejó caer a Kaoru con un brainbuster desde una escalera a través de una tabla de alambre de púas para ganar la caída y el combate. Con el fin de reducir la ventaja numérica de Ozaki-gun sobre ella, Kaoru comenzó a formar equipo con Jungle Jack 21 en 2010, aunque no se unió oficialmente al stable. Después de derrotar a Yumi Ohka, miembro de Ozaki-gun, con el característico Ozakick de Mayumi Ozaki el 16 de mayo, Kaoru derrotó a otra antigua compañera de stable, Takako Inoue, el 13 de junio para convertirse en la aspirante número uno al Campeonato de Peso Abierto de Oz Academy. 
El 11 de julio, Kaoru derrotó a Carlos Amano para ganar el Campeonato de Peso Abierto de Oz Academy, convirtiéndose en la máxima campeona de la promoción. Hizo su primera defensa del título el 22 de agosto, derrotando a Mayumi Ozaki. Su segunda defensa tuvo lugar el 3 de noviembre, cuando derrotó a Takako Inoue. El 19 de febrero de 2011, Kaoru hizo su tercera defensa con éxito, derrotando a Ran Yu-Yu, miembro de Jungle Jack 21. El 10 de abril, Kaoru, Aja Kong y Mayumi Ozaki se enfrentaron en un combate de dos caídas a tres bandas, en el que Kaoru puso en juego su título y Kong y Ozaki el futuro de sus respectivos stables. Durante la primera caída, Kaoru se fracturó el calcáneo al lanzarse fuera del ring sobre Kong y no pudo continuar el combate, por lo que el árbitro declaró el combate como no contest y despojó a Kaoru del Campeonato de Peso Abierto de la Academia de Ozaki, poniendo fin a su reinado con 273 días. Kaoru fue operada cuatro días después. Su recuperación se vio ralentizada por el desarrollo de una osteomielitis.

### Marvelous (2015–presente)
El 18 de enero de 2015, se anunció que Maeda había firmado con la promoción Marvelous de Chigusa Nagayo, poniendo fin oficialmente a sus días como independiente. El 23 de agosto, Kaoru debutó en el World Wonder Ring Stardom, al participar en el GP 5★Star 2015 como representante de Marvelous. Terminó el torneo el 13 de septiembre con un récord de tres victorias, un empate y una derrota, no pudiendo avanzar a la final debido a que perdió contra Kairi Hojo en el combate mano a mano. El 16 de octubre de 2016, Kaoru y Dash Chisako derrotaron a Hikaru Shida y Syuri para ganar el Sendai Girls World Tag Team Championship vacante. Perdieron el título ante Shida y Syuri en una revancha el 23 de noviembre. Kaoru y Chisako recuperaron el título vacante el 24 de septiembre de 2017, al derrotar a Alex Lee y Mika Shirahime.

## Campeonatos y logros
- All Japan Women's Pro-Wrestling
  - AJW Tag Team Championship (2 veces) – con Mika Takahashi[1][3]
- DDT Pro-Wrestling
  - Ironman Heavymetalweight Championship (1 vez)
- Gaea Japan
  - AAAW Tag Team Championship (1 vez) – con Mayumi Ozaki[1][3]
  - AAAW Single Championship Contender Tournament (2001)[22]
  - Splash J and Running G (1995) – con Meiko Satomura y Tomoko Kuzumi[11]
  - Tag Team Tournament (2001) – con Mayumi Ozaki[21]
- JWP Joshi Puroresu
  - JWP Tag Team Championship (1 vez) – con Hikari Fukuoka[1][3]
- Ōyama Pro Wrestling Festival
  - Ōyama Women's Championship (1 vez)[78]
- Oz Academy
  - Oz Academy Openweight Championship (1 vez)[62]
  - Oz Academy Tag Team Championship (2 veces) – con Mayumi Ozaki[52][54]
  - Best Singles Match Award (2010) vs. Mayumi Ozaki[79]
- Sendai Girls' Pro Wrestling
  - Sendai Girls Tag Team Championship (2 veces) – con Dash Chisako[74][76]
- Universal Pro-Wrestling
  - JCTV Women's Championship (1 vez)[3]
- World Woman Pro-Wrestling Diana
  - WWWD World Tag Team Championship (1 vez) – con Mima Shimoda[47]